# Carlos Reichenbach
Carlos Oscar Reichenbach Filho (Porto Alegre, 14 de junho de 1945 – São Paulo, 14 de junho de 2012) foi um roteirista, diretor de cinema e fotografia, professor, músico, fotógrafo, crítico, ator e ensaísta brasileiro.
No cinema brasileiro, destacou-se como um dos principais diretores do foco de produção da chamada "Boca do Lixo" paulistana, onde realizou seus primeiros trabalhos como diretor e trabalhou, como fotógrafo, em filmes de colegas cineastas.
Escreveu e dirigiu mais de 20 filmes, entre longa-metragens, curtas e episódios em antologias, acumulando diversos prêmios no Brasil e no exterior. Dirigiu e fotografou mais de 200 filmes comerciais e institucionais entre 1971 e 1974.

## Biografia
De origens teutônicas, com um ano de idade passou a morar em São Paulo. Foi criado com uma educação literária e musical erudita, fornecida por seu pai, importante editor e industrial gráfico, que eventualmente viria a se refletir de modo particular em sua obra cinematográfica.
Cursou a Escola Superior de Cinema São Luiz, integrando a segunda turma da instituição. Ali, formou-se o núcleo duro que ajudou a desenvolver o chamado Cinema Marginal em São Paulo. Seu primeiro curta-metragem, Essa Rua Tão Augusta (1968), foi rodado como um trabalho para a São Luiz.
Reichenbach teve como mestres Roberto Santos, Anatol Rosenfeld, Paulo Emílio Salles Gomes, Mário Chamie, Décio Pignatari, e sobretudo, Luiz Sérgio Person, responsável pelo seu interesse em dirigir filmes. Filme Demência (1986), de Reichenbach, é uma homenagem explícita ao São Paulo, Sociedade Anônima (1965), de Person.
Em paralelo às aulas na Escola de Cinema, frequentava assiduamente a Boca do Lixo, onde fervilhava a boemia entre os trabalhadores braçais da indústria cinematográfica e a juventude intelectual que aspirava firmar-se como cineasta. Nesse período, travou amizade com nomes ainda desconhecidos, mas que logo fariam história no cinema brasileiro, como Rogério Sganzerla e Ozualdo Candeias, que viriam a se tornar colegas geracionais.
Sob o sistema de produção da Boca do Lixo, realizou, com João Callegaro e Antônio Lima, seus primeiros filmes de longa-metragem: as antologias de episódios "As Libertinas" (1968) e "Audácia! —  A Fúria dos Desejos" (1969). O primeiro crédito solo de diretor veio com Corrida em Busca do Amor (1972), sucedido por Lillian M.: Confissões Amorosas / Relatório Confidencial (1974), longa de maior complexidade narrativa e estética que o consolidou como um dos jovens cineastas mais expressivos do grupo paulistano.
Após uma experiência conturbada com a direção de Capuzes Negros (1977), filme onde originalmente trabalharia apenas como técnico de iluminação, atingiu êxito com A Ilha dos Prazeres Proibidos, lançado no ano seguinte, onde já estão características que se tornariam tradicionais em seu cinema, como a alegoria à situação político-social do Brasil, as personagens militantes e intelectuais, a ironia fina, o erotismo elegante (que o diferenciava da maior parte dos expoentes da pornochanchada) e a mescla entre o erudito e o popular. Trabalhos como Amor, Palavra Prostituta, Extremos do Prazer e O Império do Desejo compartilhariam esses aspectos temáticos. Entre outros elementos recorrentes em sua obra, está a participação, como ator, do poeta Orlando Parolini, amigo e influência primordial de Reichenbach.
Mesmo rodando numerosos trabalhos como diretor, seguiu trabalhando como operador de câmera e diretor de fotografia em filmes comandados por colegas da Boca do Lixo, como Jairo Ferreira, Alfredo Sterheim e Jean Garrett, que considerava Reichenbach seu fotógrafo favorito. Não raro, também dava conta, parcial ou totalmente, da fotografia em seus próprios projetos autorais, onde por vezes também se encarregava da composição e execução da trilha sonora.
Foi responsável por um dos poucos longa-metragens brasileiros completados e lançados em circuito comercial do ano de 1993 com Alma Corsária, um de seus filmes mais pessoais, finalizado em um período de escassez do cinema nacional graças à extinção da Embrafilme, produtora e distribuidora de capital misto que dava conta da parcela majoritária dos filmes brasileiros a lograr lançamento comercial, pelo governo de Fernando Collor de Mello.
Cinéfilo voraz, Reichenbach atuou como professor em cursos de cinema e mantinha blogs, como Reduto do Comodoro e Olhos Livres, onde escrevia com regularidade sobre filmes antigos, lançamentos, música e festivais de cinema. Entre 2004 e 2012, organizou um cineclube intitulado "Sessão do Comodoro", no CineSESC da Rua Augusta, onde exibia cópias em DVD de filmes de seu acervo pessoal em sessões abertas para debate.
Dois de seus últimos filmes, Garotas do ABC (2003) e Falsa Loura (2007), foram adaptados de um projeto longamente planejado por Reichenbach, "ABC Clube Democrático" (ou "Sonhos de Vida, Vida de Sonhos"). Jamais realizada integralmente, por questões de viabilidade, a empreitada compreenderia quatro longa-metragens, interligados pela presença de um mesmo grupo de personagens, que discorressem sobre a vida pessoal e profissional de trabalhadoras da indústria têxtil no ABC Paulista. Os quatro roteiros originais foram publicados em livro por Reichenbach, em 2009.

## Morte
Carlos morreu em 2012, aos 67 anos, vítima de parada cardiorrespiratória. Seus últimos filmes foram recebidos com pouco entusiasmo pela crítica e pelas premiações da época, ganhando reconhecimento posterior à sua morte e reacendendo o interesse em sua obra pelas novas gerações de espectadores aficionados pelo cinema brasileiro.

## Filmografia
- 1967 - Esta Rua tão Augusta (curta-metragem)
- 1968 - As Libertinas (episódio: Alice)
- 1970 - Audácia! — A Fúria dos Desejos (episódio: A Badaladíssima dos Trópicos X os Picaretas do Sexo)
- 1972 - Corrida em Busca do Amor
- 1974 - Lilian M: Relatório Confidencial[26]
- 1977 - Sede de Amar (ou Capuzes Negros)
- 1978 - A Ilha dos Prazeres Proibidos
- 1980 - Sangue Corsário (curta-metragem)
- 1980 - Sonhos de Vida (curta-metragem)
- 1980 - Amor, Palavra Prostituta
- 1981 - O Paraíso Proibido
- 1981 - O Império do Desejo
- 1982 - As Safadas (episódio: A Rainha do Fliperama)
- 1984 - Extremos do Prazer
- 1985 - Filme Demência
- 1986 - Anjos do Arrabalde
- 1990 - City Life (episódio: Desordem em Progresso)
- 1993 - Alma Corsária
- 1994 - Olhar e Sensação (curta-metragem)
- 1999 - Dois Córregos
- 2003 - Equilíbrio & Graça (curta-metragem)
- 2003 - Garotas do ABC
- 2005 - Bens Confiscados
- 2007 - Falsa Loura[27]

## Livros
- LYRA, Marcelo. Carlos Reichenbach: O Cinema Como Razão de Viver São Paulo: Imprensa Oficial do Estado de São Paulo, 2004., ISBN 85-7060-237-5.
- REICHENBACH, Carlos. ABC Clube Democrático: 4 Roteiros de Carlos Reichenbach. São Paulo: ABCD Maior, 2009., ISBN 8561488026

## Entrevistas
- Carlão: erudito e popular - homenagem a Carlos Reichenbach.  YouTube Entrevista em Junho de 2011. Minissérie Boca do Lixo: a Bollywood brasileira, dirigida por Daniel Camargo.
- Entrevista SescTv. Homenagem a Carlos Reichenbach no YouTube.
- Carlos Reichenbach nos 10 Anos do Canal Brasil no YouTube.
- Carlos Reichenbach - Especial TV PUC-SP no YouTube. Gravado sob direção de Pedro Dantas em julho de 2005 durante o IV Festival Santa Maria Vídeo e Cinema, no interior do Rio Grande do Sul.